# Time of My Life
Time of My Life ist das fünfte Musikalbum der US-amerikanischen Rockband 3 Doors Down. Es erschien am 15. Juli 2011 und ist der Nachfolger des 2008 herausgebrachten 3 Doors Down. Ausgekoppelt wurden die beiden Singles When You’re Young und Every Time You Go.

## Hintergrund
Um das Album schneller fertigzustellen, wurde das Grundgerüst online erarbeitet, damit es im Studio nur noch aufgenommen zu werden brauchte. Aufgenommen wurde das Album dann zwischen Juli und Oktober 2010 in Los Angeles und Tokio. Produzent war Howard Benson, bekannt geworden u. a. durch Rockinterpreten wie Kelly Clarkson, Motörhead und Daughtry. Am 10. Januar 2011, also ca. ein halbes Jahr vor Veröffentlichung des Albums, wurde die erste Single When You’re Young veröffentlicht. Am 23. Mai 2011 erschien mit Every Time You Go die zweite Single.

## Titelliste
1. Time of My Life – 3:22
2. When You’re Young – 4:16
3. Round and Round – 3:46
4. Heaven – 3:26
5. Race for the Sun – 2:58
6. Back to Me – 3:43
7. Every Time You Go – 3:48
8. What’s Left – 3:43
9. On the Run – 3:08
10. She Is Love – 3:16
11. My Way – 3:07
12. Believer – 2:57
13. The Silence Remains – 3:39 (Deluxe-Edition)
14. Train von 3 Doors Down – 3:00 (Deluxe-Edition)
15. When You’re Young (Acoustic) – 4:15 (Deluxe-Edition)
16. Every Time You Go (Acoustic) – 3:48 (Deluxe-Edition)

## Rezeption
Die Kritiken fielen größtenteils negativ aus. Andreas Dittmann von laut.de ist nicht zufrieden mit dem Album und kritisiert eine fehlende Weiterentwicklung. „Seit elf Jahren fällt den fünf Herren halt nichts großartig neues mehr ein. Das ist alles nett, super produziert und keinesfalls ein Total-Ausfall, denn im Prinzip haben die Herren wieder mal alles richtig gemacht. Sie liefern ab, was man als 3DD-Fan erwartet; aber eben auch nicht mehr.“ In die gleiche Richtung geht auch Matthias Reichel von cdstarts.de: „Seit 16 Jahren existiert die Band inzwischen schon und es wäre schön, wenn sie ihre Hörer mit „Time Of My Life“ noch einmal so richtig überraschen könnten. Stattdessen ist es so, als wäre die Zeit stehen geblieben. Und so kommt es, dass das Songmaterial auf „Time Of My Life“ so vertraut klingt, dass man meinen könnte, es mit einem der vorherigen Alben aus der Schmiede von 3 Doors Down zu tun zu haben.“ Insgesamt vergibt er 3 von 10 möglichen Punkten. Allmusic.com vergab 2.5 von 5 möglichen Sternen.

## Chartplatzierungen
| ChartsChartplatzierungen       | Höchstplatzierung | Wochen |
| ------------------------------ | ----------------- | ------ |
| Deutschland (GfK)              | 2 (11 Wo.)        | 11     |
| Österreich (Ö3)                | 7 (6 Wo.)         | 6      |
| Schweiz (IFPI)                 | 2 (9 Wo.)         | 9      |
| Vereinigte Staaten (Billboard) | 3 (11 Wo.)        | 11     |
| Vereinigtes Königreich (OCC)   | 65 (1 Wo.)        | 1      |